# Drapacz (archeologia)

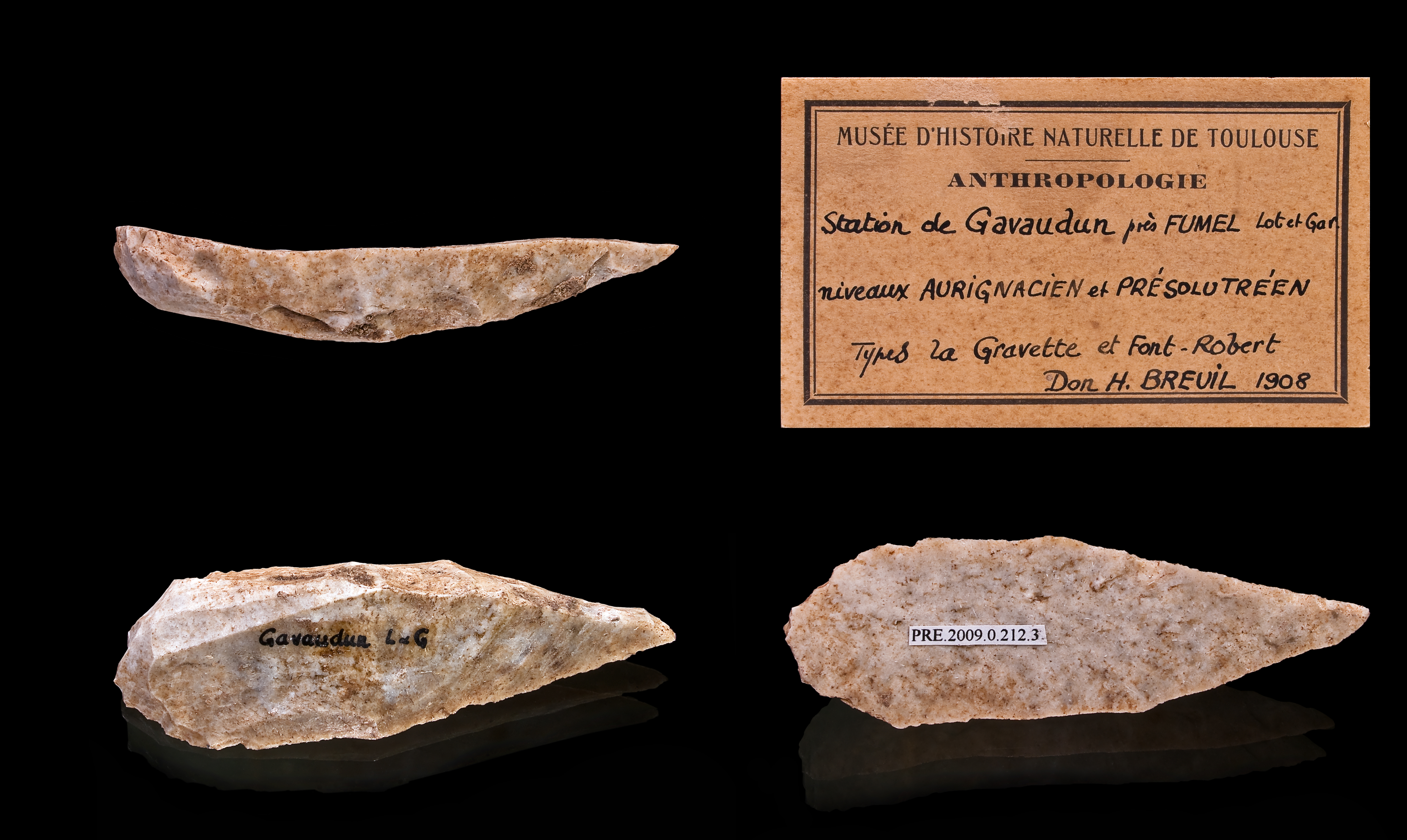
Drapacze

Drapacz – narzędzie kamienne wykonane przez zaretuszowanie co najmniej jednej krawędzi półsurowiaka, prostopadłej do jego osi; ukształtowane na krańcu odłupka lub wióra, z końcówką drapiskiem wykończoną retuszem. Drapisko może też znajdować się w dolnej części (drapacz podwójny) lub biec naokoło (drapacz krążkowaty). Drapisko charakteryzuje się określonym typem retuszu przykrawędnego mniej lub bardziej stromego, który decyduje o kącie drapiska, tj. kącie dwuściennym utworzonym przez płaszczyzny negatywów retuszu na drapisku  i stronę dolną (pozytywową) półsurowiaka.
Drapacze służyły do obróbki drewna i kości oraz zapewne do cięcia. Wyróżnia się drapacze niskie, wysokie, smukłe i krótkie. Drapacze wysokie, których drapisko jest efektem odłupania wiórków długich, wąskich i wygiętych, są określane jako łódkowate. Spotyka się je często w kulturze oryniackiej. Jeżeli szerokość drapiska jest ograniczona przez retusz z jednego boku lub obydwu, drapacze są zwane pyskowatymi. O ile retusz obejmuje dwa przeciwległe końce, uzyskuje się drapacz podwójny, jeżeli rozciąga się na całej krawędzi krótkiego odłupka - wynikiem jest drapacz krążkowaty. Drapacze występują już w przemysłach aszelskich i w wielu kulturach paleolitu i mezolitu. Większość z nich nie jest związana z określonymi kulturami i należy do substratu narzędziowego górnego paleolitu.